# Kanton Panazol
Der Kanton Panazol ist ein seit 2015 bestehender Wahlkreis im französischen Département Haute-Vienne. 

## Gemeinden
Der Kanton besteht aus zwei Gemeinden mit insgesamt 17.381 Einwohnern (Stand: 1. Januar 2022) auf einer Gesamtfläche von 44,79 km²:
| Gemeinde       | Einwohner 1. Januar 2022 | Fläche km² | Dichte Einw./km² | Code INSEE | Postleitzahl |
| -------------- | ------------------------ | ---------- | ---------------- | ---------- | ------------ |
| Feytiat        | 6.174                    | 24,74      | 250              | 87065      | 87120        |
| Panazol        | 11.207                   | 20,05      | 559              | 87114      | 87350        |
| Kanton Panazol | 17.381                   | 44,79      | 388              | 8717       | –            |